# 路易斯安那领地
路易斯安那领地 （英語：Territory of Louisiana），美国历史上的一个合并建制领土，存续时间为1805年7月4日至1812年6月4日。1812年6月4日更名为密苏里领地。